# Coleophora cracella
Coleophora cracella is een vlinder uit de familie kokermotten (Coleophoridae). De wetenschappelijke naam is voor het eerst geldig gepubliceerd in 1835 door Vallot.
De soort komt voor in Europa.